# 埃爾尼 (摩澤爾省)
埃爾尼（法語：Herny，法語發音：[ɛʁni]）是法國東北部大東部大區摩泽尔省的一個市鎮，属于福尔巴克-布莱摩泽尔区。

## 地理
埃爾尼（48°59'57"N, 6°28'54"E）面积9.64 平方千米，位于法国大東部大區摩泽尔省，该省份为法国东北部内陆省份，是洛林的一部分，西南接默尔特-摩泽尔省，东临下莱茵省，北与卢森堡和德国接壤。
与埃爾尼接壤的市镇（或旧市镇、城区）包括：阿丹库尔、阿里扬斯、尼德河畔昂、埃米利、奥拉库尔、马尼、瓦蒂蒙、维通库尔。

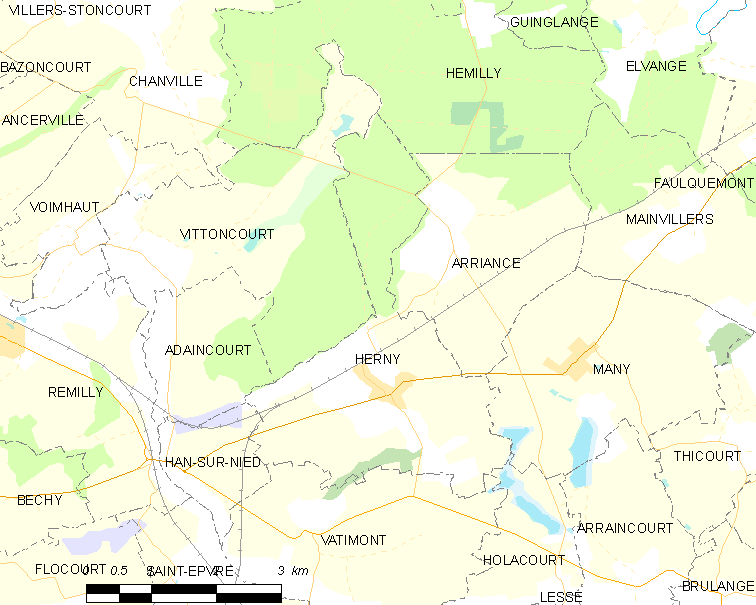
的OSM定位图

埃爾尼的时区为UTC+01:00、UTC+02:00（夏令时）。

## 行政
埃爾尼的邮政编码为57580，INSEE市镇编码为57319。

## 政治
埃爾尼所属的省级选区为福尔克蒙县。

## 人口

1962-2008年间人口变化图示

埃爾尼于2022年1月1日时的人口数量为519人。